# Kiszebábu
A kiszebábu vagy kiszehajtás szalmából készült bábu, mely általában egy leányt ábrázol. A télűzéshez, a tavasz eljövetelének ünnepéhez kapcsolódó népszokás kelléke.
A téltemetés hagyományos, régi ünnepét ma már vidéken is csak elvétve ismerik és tartják meg. Úgy zajlik, hogy a gyerekek készítenek egy bábot, az úgynevezett kiszebábot, valamint különféle zajkeltő szerszámokat, majd kivonulnak a térre - élükön egy dobossal és egy kikiáltóval - miközben télűző rigmusokat kiabálnak (például: „Haj, ki kisze haj, kivisszük a betegséget, behozzuk az egészséget, haj kisze haj”), és közben zörgetik a zajkeltő eszközöket, dudákat, sípokat, dobokat.